# Primera División Femenina de España 2024-2025
La Primera División Femenina de España 2024-2025, nota anche come Liga F 2024-2025, è stata la 37ª edizione della massima serie del campionato spagnolo. Organizzato dalla Liga Profesional de Fútbol Femenino (LPFF), il campionato è iniziato l'8 settembre 2024 e si è concluso il 18 maggio 2025.
Il campionato è stato vinto dal Barcellona per la decima volta, la sesta consecutiva.

## Stagione

### Novità
Dalla Primera División 2023-2024 vengono retrocessi lo Huelva e il Villarreal. Dalla Primera Federación vengono invece promossi il Deportivo La Coruña e l'Espanyol.

### Formula
Le 16 squadre si affronteranno in un girone all'italiana con partite di andata e ritorno, per un totale di 30 giornate. La squadra prima classificata sarà dichiarata campione di Spagna, mentre le ultime due classificate saranno retrocesse in Primera Federación. Le prime tre classificate saranno ammesse all'UEFA Women's Champions League per la stagione 2025-2026.

## Squadre partecipanti
| Club                | Città               | Stadio                                    | Stagione precedente            |
| ------------------- | ------------------- | ----------------------------------------- | ------------------------------ |
| Athletic Bilbao     | Bilbao              | Impianti di Lezama                        | 5º posto in Primera División   |
| Atlético Madrid     | Madrid              | Centro sportivo Wanda (Alcalá de Henares) | 3º posto in Primera División   |
| Barcellona          | Barcellona          | Stadio Johan Cruijff                      | 1º posto in Primera División   |
| Betis               | Siviglia            | Centro sportivo Luis del Sol              | 11º posto in Primera División  |
| Deportivo La Coruña | La Coruña           | Ciudad Deportiva de Abegondo              | 2º posto in Primera Federación |
| Eibar               | Eibar               | Stadio municipale di Ipurúa               | 10º posto in Primera División  |
| Espanyol            | Barcellona          | Ciutat Esportiva Dani Jarque              | 3º posto in Primera Federación |
| Granada             | Granada             | Complesso sportivo del Granada CF         | 14º posto in Primera División  |
| Granadilla Tenerife | Granadilla de Abona | Stadio municipale La Palmera              | 9º posto in Primera División   |
| Levante             | Valencia            | Centro sportivo di Buñol                  | 4º posto in Primera División   |
| Levante Badalona    | Badalona            | Stadio Nou Municipal                      | 13º posto in Primera División  |
| Madrid CFF          | Madrid              | Stadio Fernando Torres                    | 6º posto in Primera División   |
| Real Madrid         | Madrid              | Stadio Alfredo Di Stéfano                 | 2º posto in Primera División   |
| Real Sociedad       | San Sebastián       | Impianti di Zubieta                       | 8º posto in Primera División   |
| Siviglia            | Siviglia            | Stadio Jesús Navas                        | 7º posto in Primera División   |
| Valencia            | Valencia            | Stadio Antonio Puchades                   | 12º posto in Primera División  |

## Classifica finale
|  | Pos. | Squadra             | Pt | G  | V  | N  | P  | GF  | GS | DR   |
|  | ---- | ------------------- | -- | -- | -- | -- | -- | --- | -- | ---- |
|  | 1.   | Barcellona          | 84 | 30 | 28 | 0  | 2  | 128 | 16 | +112 |
|  | 2.   | Real Madrid         | 76 | 30 | 24 | 4  | 2  | 87  | 28 | +59  |
|  | 3.   | Atlético Madrid     | 58 | 30 | 16 | 10 | 4  | 49  | 23 | +26  |
|  | 4.   | Athletic Bilbao     | 51 | 30 | 16 | 3  | 11 | 40  | 32 | +8   |
|  | 5.   | Granada             | 45 | 30 | 14 | 3  | 13 | 42  | 45 | -3   |
|  | 6.   | Granadilla Tenerife | 42 | 30 | 11 | 9  | 10 | 40  | 36 | +4   |
|  | 7.   | Real Sociedad       | 41 | 30 | 12 | 5  | 13 | 40  | 45 | -5   |
|  | 8.   | Eibar               | 38 | 30 | 10 | 8  | 12 | 24  | 41 | -17  |
|  | 9.   | Siviglia            | 36 | 30 | 10 | 6  | 14 | 32  | 47 | -15  |
|  | 10.  | Madrid CFF          | 33 | 30 | 9  | 6  | 15 | 37  | 62 | -25  |
|  | 11.  | Espanyol            | 32 | 30 | 7  | 11 | 12 | 29  | 50 | -21  |
|  | 12.  | Levante             | 31 | 30 | 8  | 7  | 15 | 30  | 45 | -15  |
|  | 13.  | Levante Badalona    | 28 | 30 | 6  | 10 | 14 | 24  | 45 | -21  |
|  | 14.  | Deportivo La Coruña | 27 | 30 | 6  | 9  | 15 | 27  | 48 | -21  |
|  | 15.  | Betis               | 23 | 30 | 6  | 5  | 19 | 24  | 67 | -43  |
|  | 16.  | Valencia            | 23 | 30 | 5  | 8  | 17 | 24  | 47 | -23  |

Legenda:
      Campione di Spagna, ammessa alla UEFA Women's Champions League 2025-2026.
      Ammessa alla UEFA Women's Champions League 2025-2026.
      Retrocesse in Segunda División 2025-2026.
Regolamento:
Tre punti a vittoria, uno a pareggio, zero a sconfitta.

## Risultati

### Tabellone
Ogni riga indica i risultati casalinghi della squadra segnata a inizio della riga, contro le squadre segnate colonna per colonna (che invece avranno giocato l'incontro in trasferta). Al contrario, leggendo la colonna di una squadra si avranno i risultati ottenuti dalla stessa in trasferta, contro le squadre segnate in ogni riga, che invece avranno giocato l'incontro in casa.
|                     | Ath  | Atl  | Bar  | Bet  | Dep  | Eib  | Esp  | Gra  | GTe  | Lev  | LeB  | Mad  | ReM  | ReS  | Siv  | Val  |
| ------------------- | ---- | ---- | ---- | ---- | ---- | ---- | ---- | ---- | ---- | ---- | ---- | ---- | ---- | ---- | ---- | ---- |
| Athletic Bilbao     | –––– | 0-2  | 0-2  | 3-0  | 2-0  | 0-1  | 1-0  | 2-1  | 2-0  | 2-3  | 1-0  | 1-0  | 1-2  | 2-0  | 0-1  | 1-1  |
| Atlético Madrid     | 1-0  | –––– | 0-3  | 0-0  | 2-1  | 1-1  | 1-1  | 2-0  | 2-0  | 3-0  | 5-0  | 4-0  | 1-2  | 1-0  | 1-0  | 3-0  |
| Barcellona          | 6-0  | 6-0  | –––– | 4-1  | 4-0  | 4-0  | 7-1  | 10-1 | 5-1  | 1-2  | 6-0  | 5-1  | 1-3  | 3-1  | 5-1  | 4-1  |
| Betis               | 0-4  | 2-1  | 0-9  | –––– | 0-2  | 0-1  | 0-0  | 1-3  | 0-1  | 1-2  | 4-3  | 1-1  | 0-3  | 3-1  | 1-1  | 0-1  |
| Deportivo La Coruña | 2-2  | 0-0  | 0-3  | 0-0  | –––– | 0-1  | 0-1  | 1-2  | 0-0  | 1-0  | 3-1  | 1-0  | 1-4  | 0-1  | 1-1  | 1-1  |
| Eibar               | 1-2  | 0-2  | 1-8  | 2-0  | 0-0  | –––– | 1-1  | 0-0  | 0-0  | 0-3  | 1-0  | 1-2  | 0-3  | 1-1  | 0-3  | 2-0  |
| Espanyol            | 1-2  | 0-0  | 0-2  | 6-2  | 1-1  | 2-1  | –––– | 1-0  | 0-0  | 1-0  | 2-0  | 3-3  | 0-5  | 0-3  | 0-0  | 1-0  |
| Granada             | 0-2  | 0-0  | 0-2  | 1-2  | 5-0  | 2-0  | 2-1  | –––– | 2-1  | 0-1  | 1-1  | 1-0  | 1-2  | 0-2  | 3-0  | 2-1  |
| G. Tenerife         | 2-1  | 2-2  | 0-2  | 2-0  | 5-1  | 1-1  | 4-1  | 1-2  | –––– | 0-0  | 1-1  | 2-0  | 1-4  | 4-1  | 4-1  | 2-0  |
| Levante             | 0-1  | 2-2  | 1-4  | 1-2  | 2-1  | 1-2  | 1-1  | 2-3  | 2-0  | –––– | 1-1  | 0-0  | 1-2  | 1-2  | 0-0  | 0-1  |
| Levante Badalona    | 0-1  | 1-1  | 0-2  | 2-1  | 1-0  | 0-1  | 1-1  | 0-2  | 0-0  | 2-0  | –––– | 1-0  | 1-3  | 0-0  | 0-0  | 1-1  |
| Madrid CFF          | 1-1  | 0-3  | 1-8  | 2-0  | 4-3  | 2-1  | 2-1  | 3-1  | 2-1  | 2-1  | 1-2  | –––– | 0-1  | 0-2  | 2-1  | 1-1  |
| Real Madrid         | 2-0  | 1-1  | 0-4  | 5-1  | 2-2  | 0-1  | 5-0  | 3-1  | 1-1  | 6-0  | 3-2  | 7-3  | –––– | 3-0  | 4-1  | 1-0  |
| Real Sociedad       | 1-0  | 0-2  | 0-6  | 4-0  | 1-2  | 0-0  | 4-1  | 4-2  | 2-0  | 1-2  | 2-1  | 2-2  | 1-4  | –––– | 0-0  | 0-2  |
| Siviglia            | 2-5  | 1-2  | 0-1  | 2-0  | 2-1  | 1-3  | 1-0  | 0-2  | 0-2  | 2-0  | 0-1  | 2-1  | 0-4  | 3-2  | –––– | 3-1  |
| Valencia            | 0-1  | 0-4  | 0-1  | 0-2  | 0-2  | 2-0  | 1-1  | 1-2  | 0-2  | 1-1  | 1-1  | 4-1  | 2-2  | 0-2  | 1-3  | –––– |

## Statistiche

### Squadre

#### Classifica in divenire
|                     | 1ª | 2ª | 3ª | 4ª | 5ª | 6ª | 7ª | 8ª | 9ª | 10ª | 11ª | 12ª | 13ª | 14ª | 15ª | 16ª | 17ª | 18ª | 19ª | 20ª | 21ª | 22ª | 23ª | 24ª | 25ª | 26ª | 27ª | 28ª | 29ª | 30ª |
|                     |    |    |    |    |    |    |    |    |    |     |     |     |     |     |     |     |     |     |     |     |     |     |     |     |     |     |     |     |     |     |
| ------------------- | -- | -- | -- | -- | -- | -- | -- | -- | -- | --- | --- | --- | --- | --- | --- | --- | --- | --- | --- | --- | --- | --- | --- | --- | --- | --- | --- | --- | --- | --- |
| Athletic Bilbao     | 3  | 6  | 6  | 7  | 7  | 10 | 11 | 11 | 14 | 14  | 17  | 20  | 23  | 26  | 26  | 29  | 29  | 32  | 35  | 35  | 38  | 38  | 41  | 44  | 44  | 45  | 48  | 48  | 51  | 51  |
| Atlético Madrid     | 3  | 6  | 9  | 12 | 15 | 16 | 19 | 20 | 20 | 23  | 24  | 25  | 25  | 28  | 29  | 29  | 30  | 33  | 34  | 37  | 38  | 39  | 42  | 45  | 45  | 48  | 49  | 52  | 55  | 58  |
| Barcellona          | 3  | 6  | 9  | 12 | 15 | 18 | 21 | 24 | 27 | 30  | 33  | 36  | 39  | 45  | 48  | 42  | 48  | 51  | 54  | 57  | 60  | 63  | 63  | 66  | 69  | 72  | 75  | 78  | 81  | 84  |
| Betis               | 0  | 0  | 1  | 2  | 2  | 2  | 5  | 8  | 8  | 8   | 11  | 11  | 14  | 15  | 15  | 15  | 15  | 15  | 18  | 18  | 19  | 19  | 19  | 19  | 22  | 22  | 23  | 23  | 23  | 23  |
| Deportivo La Coruña | 0  | 0  | 1  | 2  | 2  | 5  | 6  | 9  | 6  | 6   | 6   | 6   | 6   | 9   | 12  | 15  | 16  | 19  | 20  | 21  | 21  | 22  | 23  | 23  | 26  | 26  | 26  | 26  | 27  | 27  |
| Eibar               | 3  | 6  | 6  | 6  | 6  | 6  | 7  | 7  | 8  | 8   | 9   | 9   | 12  | 12  | 15  | 16  | 19  | 19  | 20  | 20  | 23  | 26  | 29  | 32  | 32  | 33  | 34  | 34  | 34  | 37  |
| Espanyol            | 0  | 0  | 1  | 2  | 5  | 5  | 5  | 6  | 9  | 12  | 13  | 16  | 17  | 17  | 17  | 18  | 18  | 18  | 18  | 19  | 20  | 21  | 24  | 24  | 25  | 28  | 29  | 29  | 29  | 32  |
| Granada             | 0  | 0  | 3  | 3  | 3  | 6  | 6  | 9  | 9  | 10  | 13  | 16  | 19  | 19  | 22  | 23  | 24  | 27  | 30  | 33  | 33  | 33  | 36  | 36  | 39  | 42  | 45  | 45  | 45  | 45  |
| Levante             | 0  | 0  | 0  | 3  | 4  | 5  | 5  | 5  | 5  | 8   | 8   | 8   | 9   | 9   | 9   | 10  | 13  | 13  | 13  | 14  | 17  | 20  | 20  | 20  | 23  | 26  | 27  | 27  | 28  | 31  |
| Levante Badalona    | 1  | 4  | 7  | 7  | 10 | 13 | 14 | 14 | 14 | 15  | 16  | 16  | 16  | 16  | 17  | 18  | 21  | 21  | 21  | 22  | 23  | 23  | 23  | 24  | 24  | 24  | 24  | 27  | 28  | 28  |
| Madrid CFF          | 3  | 6  | 6  | 6  | 6  | 6  | 6  | 7  | 10 | 13  | 13  | 16  | 16  | 17  | 18  | 18  | 18  | 21  | 21  | 21  | 22  | 25  | 25  | 28  | 28  | 29  | 29  | 29  | 30  | 33  |
| Real Madrid         | 3  | 6  | 9  | 12 | 15 | 16 | 19 | 34 | 22 | 22  | 43  | 25  | 28  | 37  | 37  | 31  | 40  | 46  | 49  | 52  | 55  | 56  | 59  | 62  | 65  | 68  | 71  | 74  | 75  | 76  |
| Real Sociedad       | 0  | 0  | 3  | 6  | 9  | 12 | 12 | 13 | 16 | 19  | 32  | 20  | 23  | 26  | 29  | 23  | 32  | 32  | 32  | 33  | 34  | 34  | 34  | 34  | 34  | 35  | 35  | 38  | 41  | 41  |
| Siviglia            | 3  | 3  | 3  | 6  | 7  | 7  | 10 | 10 | 10 | 10  | 13  | 13  | 13  | 16  | 19  | 20  | 20  | 20  | 23  | 24  | 24  | 27  | 27  | 28  | 31  | 31  | 32  | 35  | 36  | 36  |
| UD Tenerife         | 0  | 3  | 4  | 4  | 7  | 8  | 9  | 12 | 13 | 16  | 16  | 17  | 17  | 20  | 20  | 23  | 26  | 29  | 30  | 31  | 31  | 31  | 32  | 35  | 35  | 35  | 35  | 38  | 39  | 42  |
| Valencia            | 1  | 1  | 1  | 1  | 1  | 1  | 2  | 2  | 5  | 2   | 2   | 2   | 2   | 5   | 6   | 6   | 7   | 7   | 7   | 8   | 8   | 11  | 14  | 14  | 15  | 15  | 18  | 21  | 22  | 23  |

I punti in corsivo sono stati realizzati in date differenti rispetto alla data stabilita.

#### Primati stagionali
Squadre
- Maggior numero di vittorie: Barcellona (28)
- Maggior numero di pareggi: Espanyol (11)
- Maggior numero di sconfitte: Betis (19)
- Minor numero di vittorie: Valencia (5)
- Minor numero di pareggi: Barcellona (0)
- Minor numero di sconfitte: Barcellona, Real Madrid (2)
- Miglior attacco: Barcellona (128 gol fatti)
- Peggior attacco: Valencia, Eibar, Levante Badalona e Betis (24 gol fatti)
- Miglior difesa: Barcellona (16 gol subiti)
- Peggior difesa: Betis (67 gol subiti)
- Miglior differenza reti: Barcellona (+112)
- Peggior differenza reti: Betis (-43)
- Miglior serie positiva: Atletico Madrid, Barcellona, Real Madrid (16 partite senza sconfitte, 1ª-16ª giornata)
- Peggior serie negativa: Valencia (8 partite senza vittorie, 1ª-8ª giornata)
- Maggior numero di vittorie consecutive: Barcellona (16 vittorie, 1ª-16ª giornata)
- Maggior numero di pareggi consecutivi: Atletico Madrid (3, 20ª-22ª giornata)
- Maggior numero di sconfitte consecutive: Valencia (5, 2ª-6ª giornata)

Partite
- Partita con più gol: Barcellona-Granada 10-1 (11, 4ª giornata)
- Pareggio con più gol: Espanyol - Madrid CFF 3-3 (4, 21ª giornata)
- Maggior scarto di gol: Barcellona-Granada 10-1 (9, 4ª giornata), Betis-Barcellona 0-9 (9, 29ª giornata)
- Maggior numero di reti in una giornata: 40 (30ª giornata)
- Minor numero di reti in una giornata: 13 (8ª giornata)
- Maggior numero di espulsioni in una giornata: 4 (14ª  giornata)
- Maggior numero di pareggi in una giornata: 4 (20ª giornata)

### Individuali

#### Classifica marcatrici
| Gol |  |  | Giocatore              | Squadra     |
| --- |  |  | ---------------------- | ----------- |
| 25  |  |  | Ewa Pajor              | Barcellona  |
| 16  |  |  | Edna Imade             | Grenada     |
| 16  |  |  | Alexia Putellas        | Barcellona  |
| 15  |  |  | Alba Redondo           | Real Madrid |
| 12  |  |  | Signe Brunn            | Real Madrid |
| 12  |  |  | Aitana Bonmatí         | Barcellona  |
| 11  |  |  | Caroline Graham Hansen | Barcellona  |
| 11  |  |  | Ivonne Chacón          | Levante     |
| 11  |  |  | Natalia Padilla        | Siviglia    |